# Jacob Sverdrup

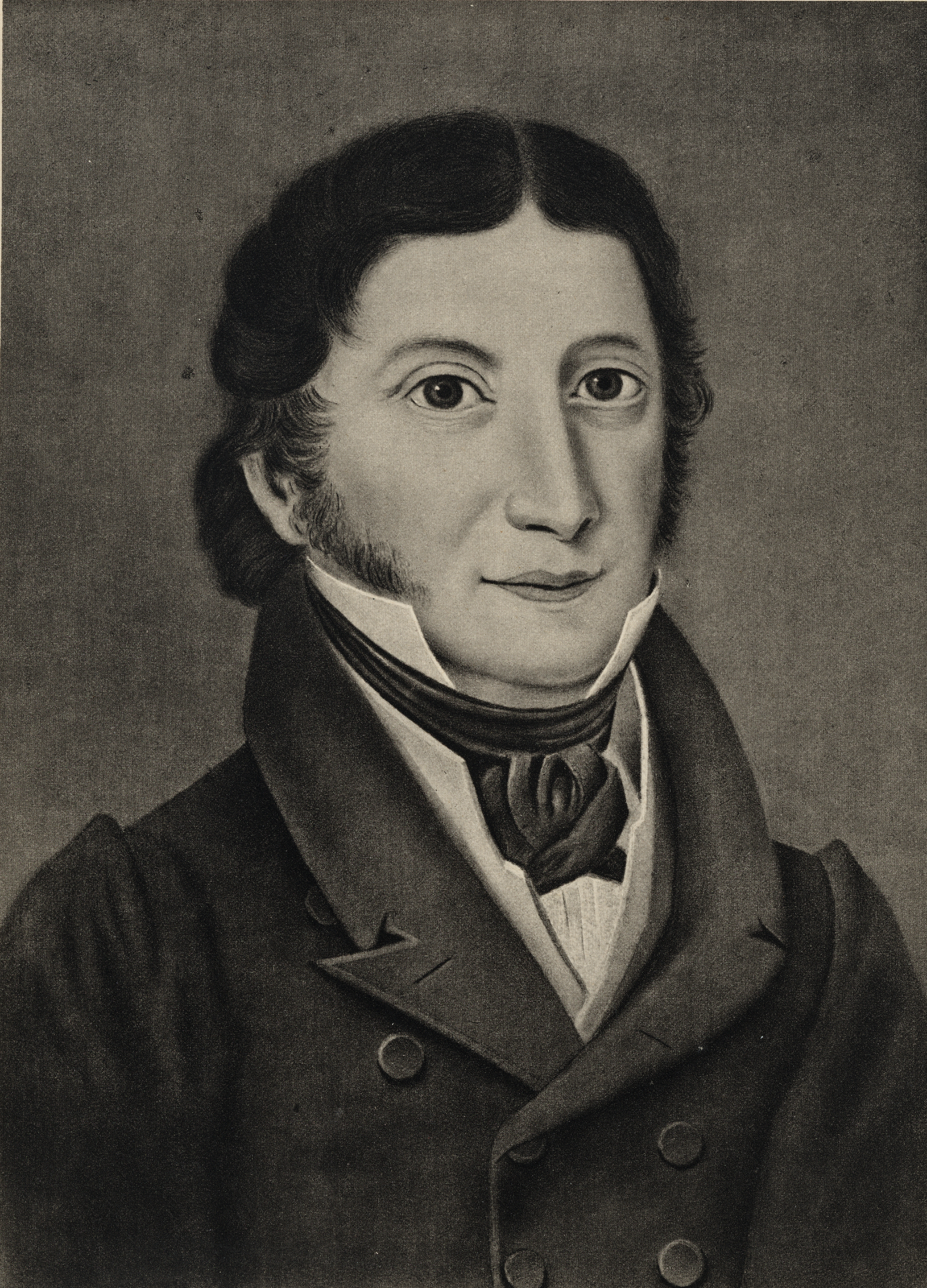
Jacob Liv Borch Sverdrup

Jacob Liv Borch Sverdrup, född den 8 februari 1775 på Lauga, död den 15 maj 1841 i Larvik, var en norsk jordbruksfrämjare, bror till Georg Sverdrup, far till Harald Ulrik och Johan Sverdrup.
Sverdrup blev 1795 student i Köpenhamn, var lektor ("overlærer") i Kongsberg 1807-12, var 1812-25 godsförvaltare av greve Wedel-Jarlsbergs gods Jarlsbergs huvudgård och upprättade på sin egen gård Sem i Borre Norges första lantbruksskola, som blev ett mönster för alla senare norska inrättningar av samma slag. År 1835 övertog Sverdrup förvaltningen av Fritzø järnverk och Larviks grevskap för danska konferensrådet Frederik Wilhelm Treschow.
Sverdrup utvecklade även en ganska omfångsrik litterär produktion, i vilken påverkan av Albrecht Thaer är märkbar. Bland annat utgav han Oeconomiske Annaler (1819-20), Magazin for Landmanden (1828-32), Lærebog i den norske Landhuusholdning (2 band, 1832-34; 3:e upplagan 1849), Chemie for Landmænd (1836) och Den erfarne Landmand. Et agronomiskt Blad (1837-39).  
Hans lantbruksseminarium fortsattes 1837-66 av sonen Peder Jakob Sverdrup (1802–1872), och dennes son Harald Ulrik Sverdrup (1846–1916), sedan 1875 lantbruksingenjör, gjorde sig ävenledes förtjänt om lantbrukets utveckling, bland annat som medstiftare av Det norske myrselskap, 1902, och tillhörde många år styrelsen i Selskapet for Norges vel.